# Polystachya maculata
Polystachya maculata är en orkidéart som beskrevs av Phillip James Cribb. Polystachya maculata ingår i släktet Polystachya och familjen orkidéer.
Artens utbredningsområde är Burundi. Inga underarter finns listade i Catalogue of Life.

## Bildgalleri

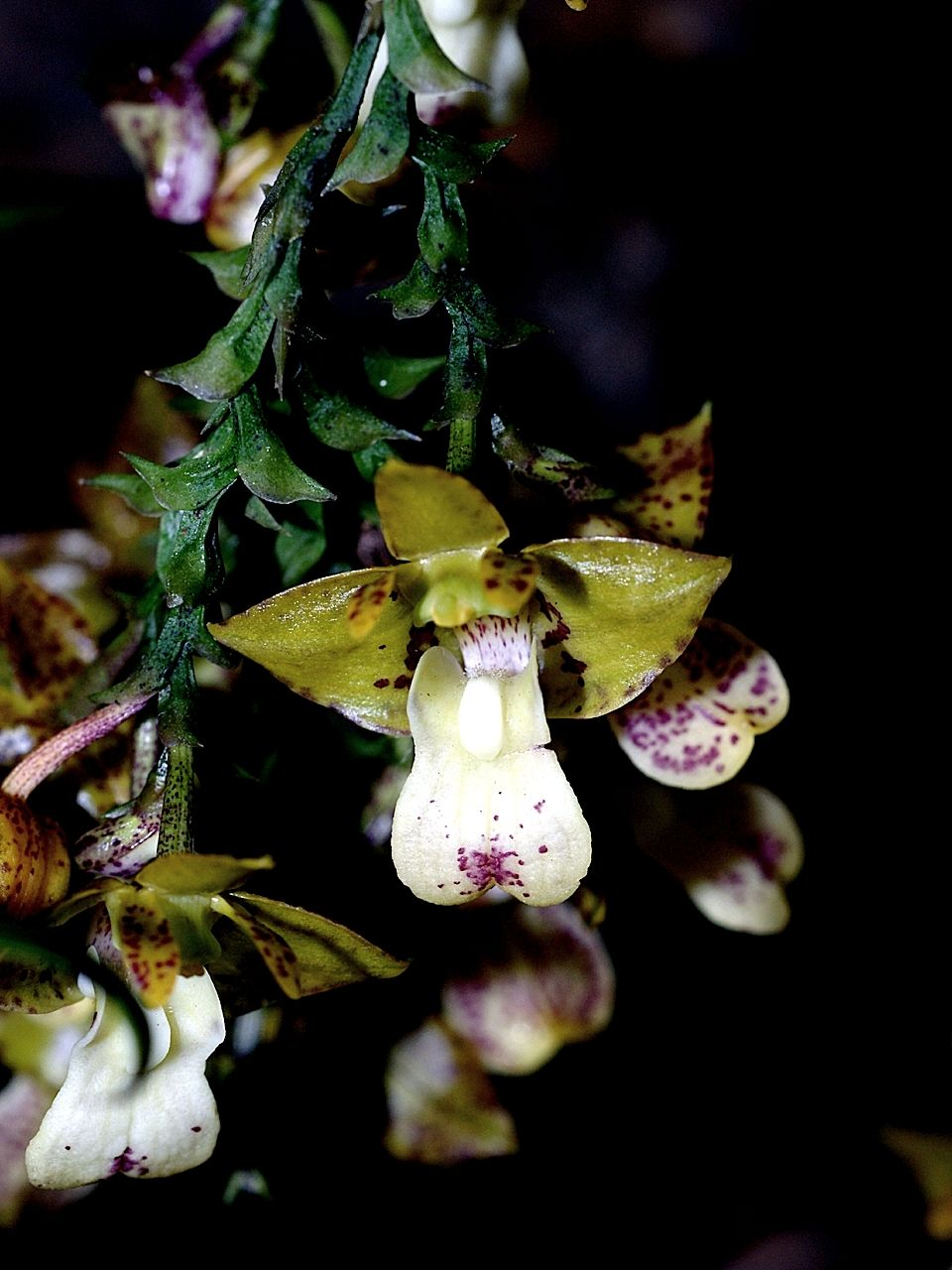
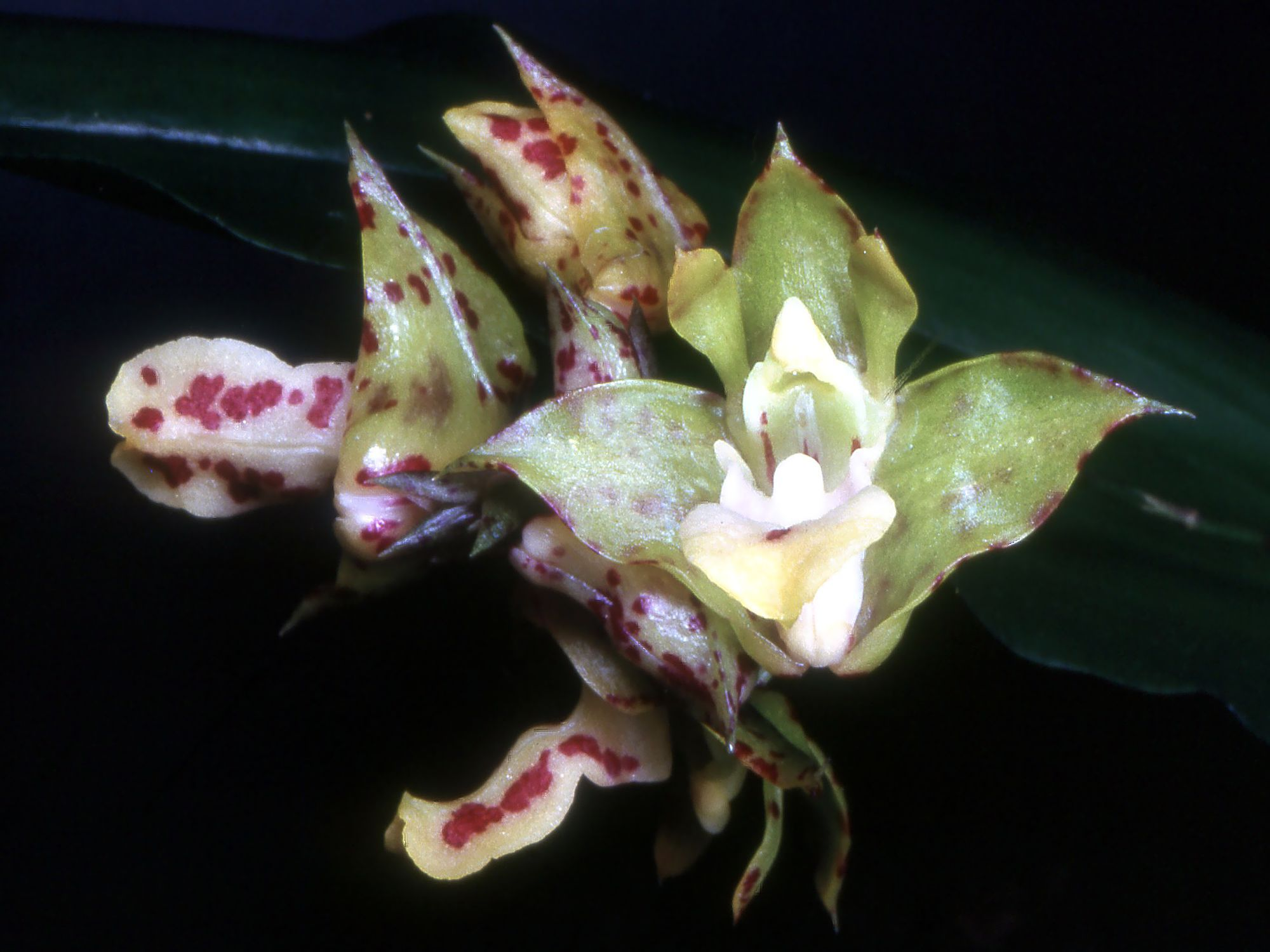
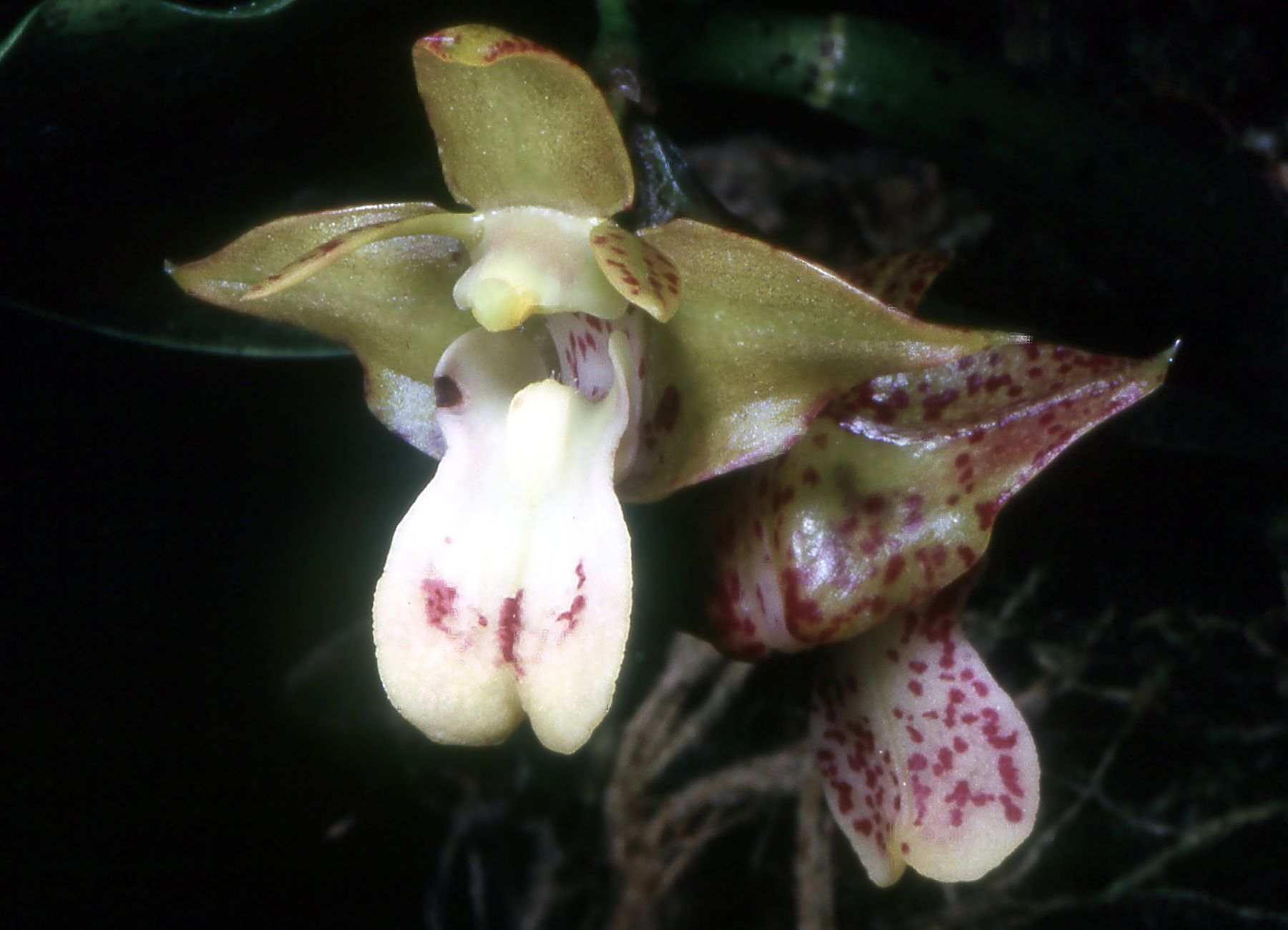
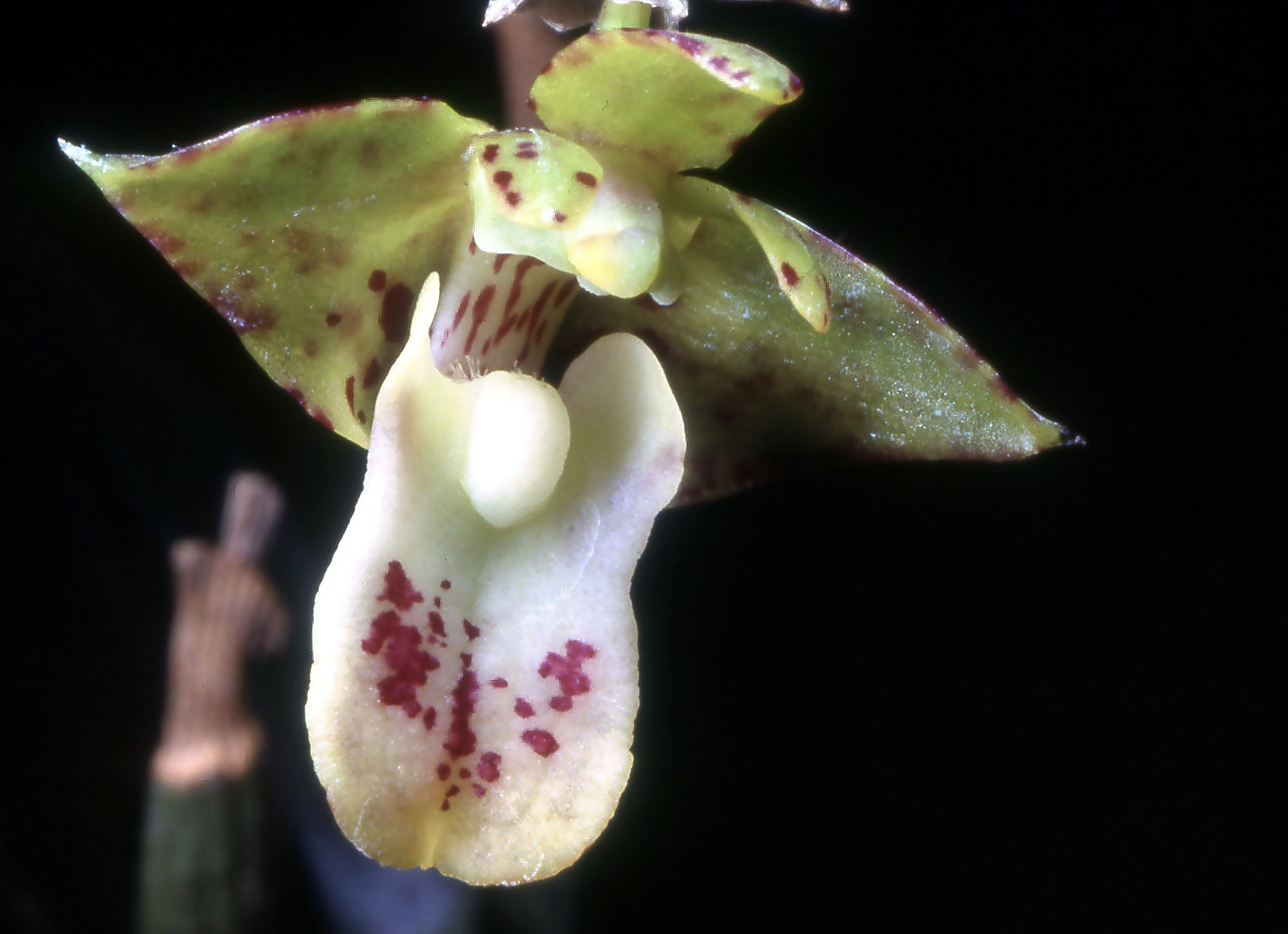
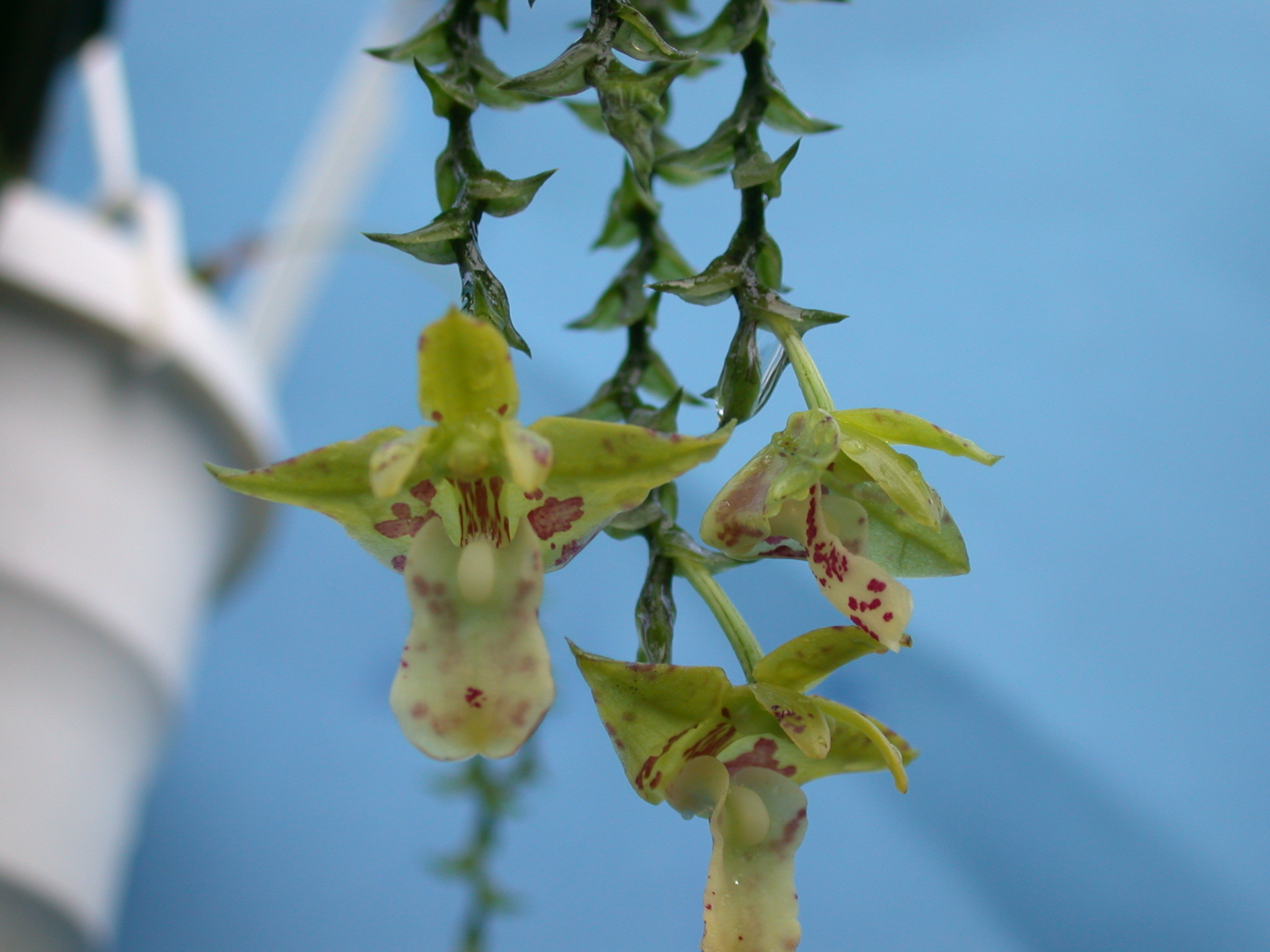
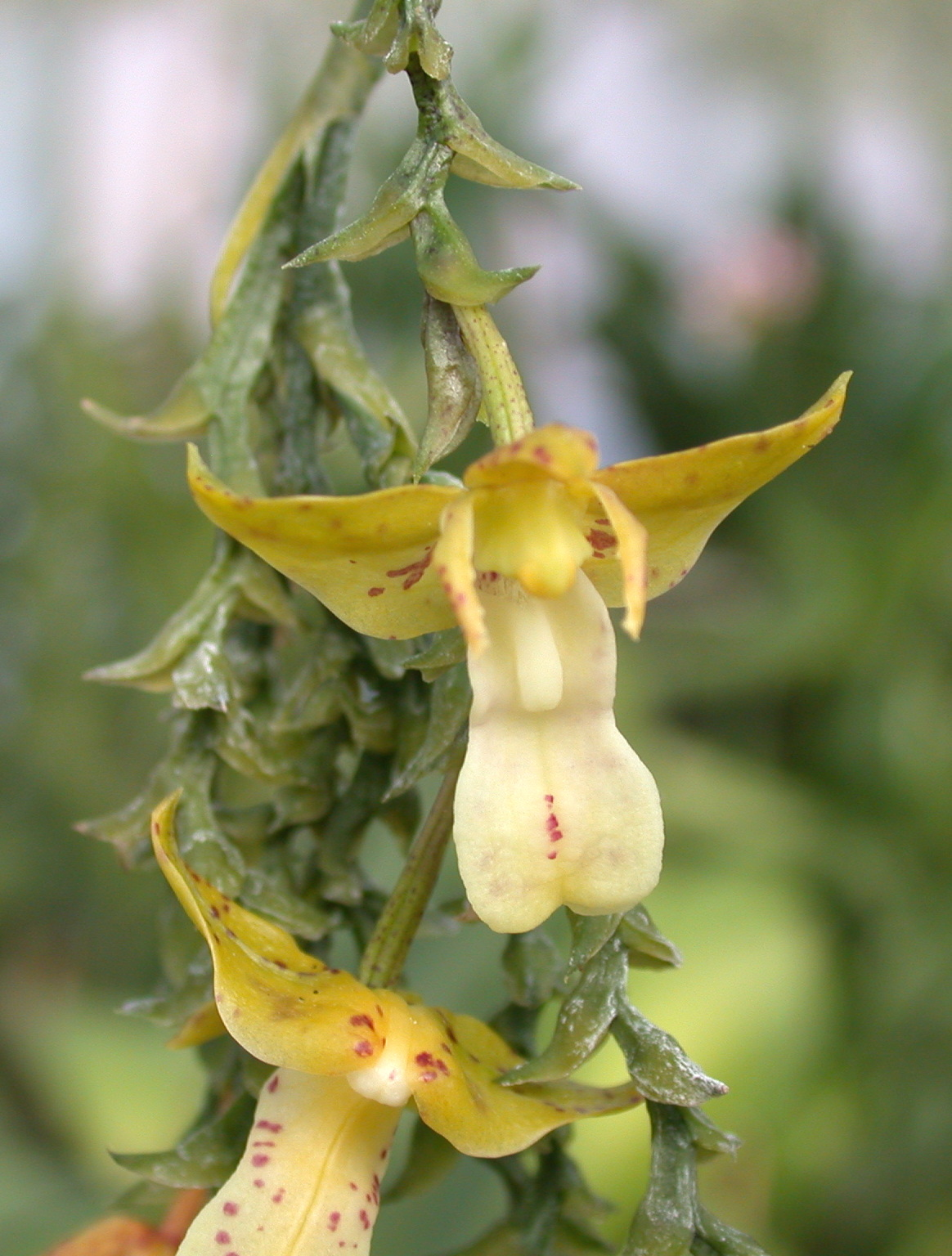